# Telefonia
La telefonia, nel campo delle telecomunicazioni, è la trasmissione, a distanza e in tempo reale, della voce per mezzo di un opportuno impianto per telecomunicazioni. È una delle varie applicazioni o servizi offerti dalle telecomunicazioni agli utenti.

## Descrizione

### Tipologie di telefonia
La telefonia può essere suddivisa in: 
- Telefonia pubblica e
- Telefonia privata.

La telefonia privata è suddivisa in:
- Telefonia fissa e
- Telefonia mobile.

Quest'ultima appartiene alla radiotelefonia ovvero la telefonia implementata per mezzo di onde radio la quale può essere ulteriormente suddivisa in:
- Telefonia cellulare
- Telefonia satellitare

Un particolare tipo di telefonia è la videotelefonia.
Negli ultimi anni si è diffusa la telefonia su Internet grazie alla tecnologia VoIP che si appoggia sul protocollo IP di Internet.

### Impieghi della telefonia
La telefonia è utilizzata primariamente per comunicare vocalmente tra le persone. Tale tipologia di comunicazione è implementata nella maggior parte dei casi attraverso una rete telefonica, cioè un impianto per telecomunicazioni implementante la telefonia attraverso un meccanismo tipico di commutazione di circuito e di norma in grado di offrire un collegamento e una trasmissione full-duplex (cioè bidirezionale e contemporanea) tra due punti geografici.
La più nota, e certamente più utilizzata, delle reti telefoniche è la rete telefonica generale, la più grande rete telefonica esistente al mondo, rete telefonica pubblica che copre l'intero pianeta e che permette quindi di comunicare tra le persone in tutto il mondo. Ma reti telefoniche private, spesso interconnesse con la rete telefonica generale, sono diffusissime in tutto il mondo sia in ambito residenziale sia lavorativo.

## Impianto di telecomunicazioni
L'impianto di telecomunicazioni necessario per realizzare la telefonia è composto dai seguenti elementi:
- telefono;
- dispositivo sonoro automatico;
- mezzo trasmissivo.

Il telefono è il dispositivo che le persone devono utilizzare per la comunicazione sonora dal vivo o per interagire con un dispositivo sonoro automatico. Trasforma il suono in segnale elettrico e il segnale elettrico in suono. Il suono infatti, per essere trasmesso a distanza, viene trasformato ovvero trasdotto in segnale elettrico.
Il dispositivo sonoro automatico svolge particolari funzioni sonore in modo automatico. Ad esempio la segretaria telefonica, dispositivo che rientra in tale categoria, permette di lasciare un messaggio all'utente che non può o non vuole rispondere a una chiamata.
Il mezzo trasmissivo è il mezzo con cui viaggiano i segnali elettrici rappresentanti il suono. Il mezzo trasmissivo collega quindi tra loro i telefoni, ed eventualmente i telefoni e i dispositivi sonori automatici se questi ultimi sono presenti.
Normalmente la telefonia è utilizzata per fare comunicare persone dislocate in più di due punti geografici diversi. L'impianto di telecomunicazioni assume quindi la struttura particolare di rete di telecomunicazioni in quanto la rete di telecomunicazioni ottimizza le infrastrutture di telecomunicazioni necessarie per tali comunicazioni. L'alternativa, cioè la realizzazione di un impianto di telecomunicazioni distinto per ogni possibile diversa comunicazione tra i punti geografici interessati, comporterebbe infatti un numero maggiore di infrastrutture di telecomunicazioni (lo scopo delle reti di telecomunicazioni è infatti quello di ottimizzare le infrastrutture di telecomunicazioni).
Nel caso venga implementata una rete di telecomunicazioni l'impianto di telecomunicazioni presenta un terzo elemento:
- la centrale telefonica.

Essa rappresenta il cosiddetto nodo della rete di telecomunicazioni: nella centrale telefonica i segnali elettrici vengono instradati sul percorso più appropriato della rete di telecomunicazioni (commutazione).

### Codifica e canale di fonia
Nel dettaglio il segnale di fonia, una volta convertito in segnale elettrico, è trasportato attraverso la rete di accesso dall'utente fino alla prima centrale di commutazione tramite protocollo PSTN dove viene poi digitalizzato e affasciato (multiplato) più volte su canali di comunicazione comuni insieme ad altri segnali di fonia appartenenti ad altri utenti e infine commutato ovvero instradato nella rete di trasporto. 
In particolare alla prima centrale telefonica la procedura di digitalizzazione prevede che il segnale elettrico analogico subisca una conversione analogico-digitale e sia trasformato in sequenza di bit attraverso la codifica PCM. In particolare avendo il segnale vocale umano una banda lorda di circa 4 kHz (spettro da 0 a 4 kHz), per il teorema del campionamento di Nyquist-Shannon sarà necessario campionare tale segnale con una frequenza di campionamento almeno doppia della frequenza massima del segnale, cioè dunque con 8.000 campioni al secondo. Poiché ogni campione nel tempo sarà quantizzato in ordinata e codificato con una stringa numerica pari a un byte (8 bit), per il trasporto efficiente e affidabile dei dati vocali sarà necessario un canale di fonia con velocità di trasmissione almeno pari a 8.000 campioni/s * 8 bit = 64 kbit/s, che di fatto rappresenta il bit-rate tipico effettivo del canale di telefonia.
La tipologia di traffico relativo al canale telefonico è quindi di tipo CBR (Constant Bit Rate). Successivamente alla codifica PCM in centrale i canali provenienti dai vari utenti vengono multiplati in modalità TDM su canale di comunicazione comune, cioè con una tipica struttura a trama di durata complessiva pari a 125 microsecondi e composta normalmente da 32 slot temporali cui sono assegnati altrettanti canali (30 riconducibili al traffico utenti e 2 di sincronizzazione/segnalazione, totale 2.048 kbit/s) e infine inoltrati verso il primo commutatore della rete cioè dunque verso la rete di trasporto e la destinazione finale.
Se bit-rate più alti dei consueti 64 kbit/s sono del tutto inutili e causano perdita di efficienza spettrale del sistema, bit-rate più bassi di 64 kbit/s comportano dunque perdita di informazione e quindi cattiva riproduzione del segnale vocale a destinazione; pur tuttavia essi sono possibili, e di fatto utilizzati, senza alcuna perdita di informazione in trasmissioni digitali che fanno uso di Codec ovvero di dispositivi di compressione dell'informazione applicando comuni tecniche di codifica di sorgente consentendo così un risparmio di banda di trasmissione a favore di una maggiore efficienza spettrale del sistema di trasmissione. Questo è possibile ad esempio nella tecnologia VOIP così come è di fatto sfruttato nell'accesso radio nelle reti cellulari.
Spesso inoltre è possibile operare la cosiddetta soppressione del silenzio ovvero la riduzione dei tempi morti di inattività del canale di fonia abbassando ulteriormente il bit-rate di emissione: tale tecnica consente l'abbattimento fino al 40% del tasso di emissione.

### Sincronizzazione
La trama TDM in virtù della multiplazione TDM deve essere costantemente sincronizzata ovvero gli slot temporali devono essere allineati con la temporizzazione del dispositivo di estrazione degli slot in ricezione e viceversa. Per ottenere tale condizione, ovvero evitare disallineamenti, è necessario aggiungere extra-informazione nella trama TDM, detta informazione di sincronizzazione, all'interno di un certo time-slot fisso dedicato, che quindi non trasporterà dati utili di utente, ma assolverà appunto le suddette funzionalità di sincronizzazione. In particolare la rete dedurrà perdita di sincronizzazione se il segnale associato allo slot di competenza non risulterà conforme a quello atteso prefissato (per appunto disallineamento) e in tal caso entrerà in fase di ricerca di allineamento/sincronizzazione di trama finché la suddetta condizione non sarà verificata.

### Segnalazione
Un'altra serie di funzionalità che la rete telefonica deve supportare sono le funzionalità di segnalazione cioè tutte quelle operazioni necessarie all'instaurazione della chiamata telefonica prima che questa venga servita dalla rete stessa e all'abbattimento finale: queste funzionalità possono essere suddivise a loro volta in segnalazione tra utente e centrale e segnalazione tra centrali. Al distacco della cornetta del telefono viene inviato un segnale da parte del terminale che segnala alla centrale l'intenzione di instaurazione di una chiamata. La centrale verifica la disponibilità delle risorse di rete necessarie e risponde al mittente con un segnale di libero se la rete si dichiara disponibile in quel momento a servire il cliente con le sue risorse oppure di occupato di linea se la rete è momentaneamente non disponibile a servire il cliente per eventuale congestione o guasti. A questo punto, se l'utente è abilitato alla chiamata, digita il numero di telefono dell'utente destinatario da chiamare attraverso i segnali di toner della tastiera del telefono univocamente associati ai numeri selezionati che la centrale è in grado di riconoscere senza equivoci, attende l'instaurazione del circuito fisico dedicato lungo i nodi della rete fino al destinatario attraverso il protocollo ST7 secondo quanto richiesto dalla commutazione di circuito e quindi l'inoltro della segnalazione di chiamata tramite apposito segnale acustico al destinatario il quale eventualmente risponderà instaurando così la comunicazione vocale con il mittente. La comunicazione, e le risorse a essa dedicate, si interrompe o si abbatte con la terminazione di chiamata da parte del chiamante al riaggancio della cornetta del telefono. Tutte le informazioni di segnalazione da centrale a centrale sono trasportate nella trama TDM telefonica in un apposito slot temporale a essa dedicato.

### Rete telefonica
La rete di telecomunicazioni utilizzata per implementare la telefonia viene chiamata rete telefonica.
Negli ultimi anni, con la nascita del VoIP, si è iniziato a utilizzare reti di computer basate sul protocollo IP, ovvero reti dedicate inizialmente allo scambio di dati non vocali, per implementare la telefonia stessa, spesso utilizzate anche per molti altri servizi oltre a quello telefonico (prima fra tutte la rete Internet) con il vantaggio quindi di utilizzare un'unica rete di telecomunicazioni per più servizi.
Attualmente è in atto una progressiva affermazione del VoIP. Sempre più reti di telecomunicazioni appositamente realizzate per la telefonia vengono sostituite da reti di computer spesso utilizzate per molti altri servizi oltre a quello telefonico, e molto probabilmente il futuro della telefonia è nel VoIP in quanto, oltre alla possibilità di utilizzare la medesima rete di telecomunicazioni per più servizi, la commutazione di pacchetto utilizzata nelle reti di computer permette reti di telecomunicazioni più efficienti rispetto a quelle basate sulla commutazione di circuito utilizzate inizialmente per la telefonia.
A livello utente la situazione attuale vede il VoIP affiancato alle tradizionali tecnologie legate alla commutazione di circuito con una percentuale di utilizzo molto limitato rispetto a queste ultime, anche se in continua crescita. Il VoIP è invece ampiamente utilizzato dagli operatori telefonici proprietari della rete telefonica generale nelle tratte principali, nazionali e internazionali, di tale rete. Per una telefonata a media o lunga distanza sulla rete telefonica generale quindi, già oggi, si ha una forte probabilità che per un ampio tratto di tale rete venga utilizzato il VoIP.

#### Rete telefonica pubblica e rete telefonica privata
Esistono sia reti telefoniche private, realizzate per servire un gruppo ristretto di utenti, sia reti telefoniche pubbliche, nate invece per servire l'intera popolazione e quindi in continua espansione. Le reti telefoniche pubbliche, inizialmente non connesse tra loro, sono oggi tutte connesse tra loro e costituiscono quella che è chiamata rete telefonica generale, la più grande rete telefonica esistente, dislocata sull'intero globo e in grado di far comunicare persone da tutte le nazioni del mondo. Spesso comunque anche le reti telefoniche private sono connesse alla rete telefonica generale al gruppo di utenti per cui sono state realizzate di comunicare anche con il resto del mondo attraverso la rete telefonica generale .

#### Rete telefonica fissa e rete telefonica mobile
Una rete telefonica si distingue poi in rete telefonica fissa se prevede l'utilizzo di telefoni connessi alla rete telefonica per mezzo di un cavo di telecomunicazioni (normalmente il cosiddetto doppino telefonico, ma anche altri tipi di cavi di telecomunicazioni) e in rete telefonica mobile se invece prevede l'utilizzo di telefoni connessi alla rete telefonica per mezzo di un ponte radio.